# Tylophora biglandulosa
Tylophora biglandulosa är en oleanderväxtart som först beskrevs av Stephan Ladislaus Endlicher, och fick sitt nu gällande namn av Ferdinand von Mueller. Tylophora biglandulosa ingår i släktet Tylophora och familjen oleanderväxter. Inga underarter finns listade i Catalogue of Life.